# Jaskinia przy Kamyku
Jaskinia przy Kamyku, Schronisko w Nielepicach lub Jaskinia Pańskie Kąty – jaskinia w miejscowości Nielepice, w województwie małopolskim, w powiecie krakowskim, w gminie Zabierzów. Znajduje się w górnej części orograficznie lewego zbocza wąwozu Pajoki na Garbie Tenczyńskim (część Wyżyny Krakowsko-Częstochowskiej) w obrębie Tenczyńskiego Parku Krajobrazowego.

## Nazwa
Nazwa Jaskinia przy Kamyku i Schronisko przy Kamyku nawiązują do Kamyka – przysiółka wsi Brzoskwinia, której zabudowania znajdują się w odległości około 130 m w linii prostej na południe od jaskini. Nazwa Pańskie Kąty ma uzasadnienie historyczne. Pochodzi od tego, że jaskinia znajduje się w załamującej się w tym miejscu granicy lasów, które dawniej stanowiły własność hrabiów Potockich z Krzeszowic.

## Opis obiektu
Otwór jaskini jest dobrze widoczny z zielono znakowanego szlaku turystycznego wiodącego z Nielepic wąwozem Pajoki. Kolisty otwór dolny ma średnicę około 1 m. Biegnie za nim ciasny, 4-metrowej długości  korytarz, który powstał na pionowej szczelinie. Na lewo odbiega od niego ciasna i krótka szczelina, główny zaś ciąg korytarza zakręca w prawo i na końcu przechodzi bardzo wąską, dla człowieka zbyt ciasną szczelinę. Część stropu w tym miejscu zawaliła się i powstał 3-metrowej wysokości kominek wyprowadzający na powierzchnię. Jest to drugi (górny) otwór jaskini.
Jaskinia powstała na spękaniach ciosowych w warunkach freatycznych w wapieniach z jury późnej. Zachowały się w niej niewielkie nacieki jaskiniowe w postaci grzybków naciekowych i mleka wapiennego. Namulisko ubogie, złożone z gliny zmieszanej z gruzem wapiennym. Jest sucha i przewiewna. Oświetlona jest rozproszonym światłem słonecznym tylko przy otworach, w głębi jest ciemna. Na ścianach przy dolnym otworze rozwijają się glony i mech namurnik jedwabisty (Homalothecium sericeum). Ze zwierząt obserwowano w głębi jaskini komary i motyla rusałka pawik(Inachis io).

## Historia poznania
Jaskinia znana jest od dawna. Trafiające się w niej śmieci wskazują, że bywa odwiedzana. Po raz pierwszy opisał ją Kazimierz Kowalski w 1951 roku. Nie pisze jednak nic o jej górnym otworze. Dokumentację opracowali J. Baryła i M. Szelerewicz w kwietniu 1999 r. Plan opracował M. Szelerewicz.

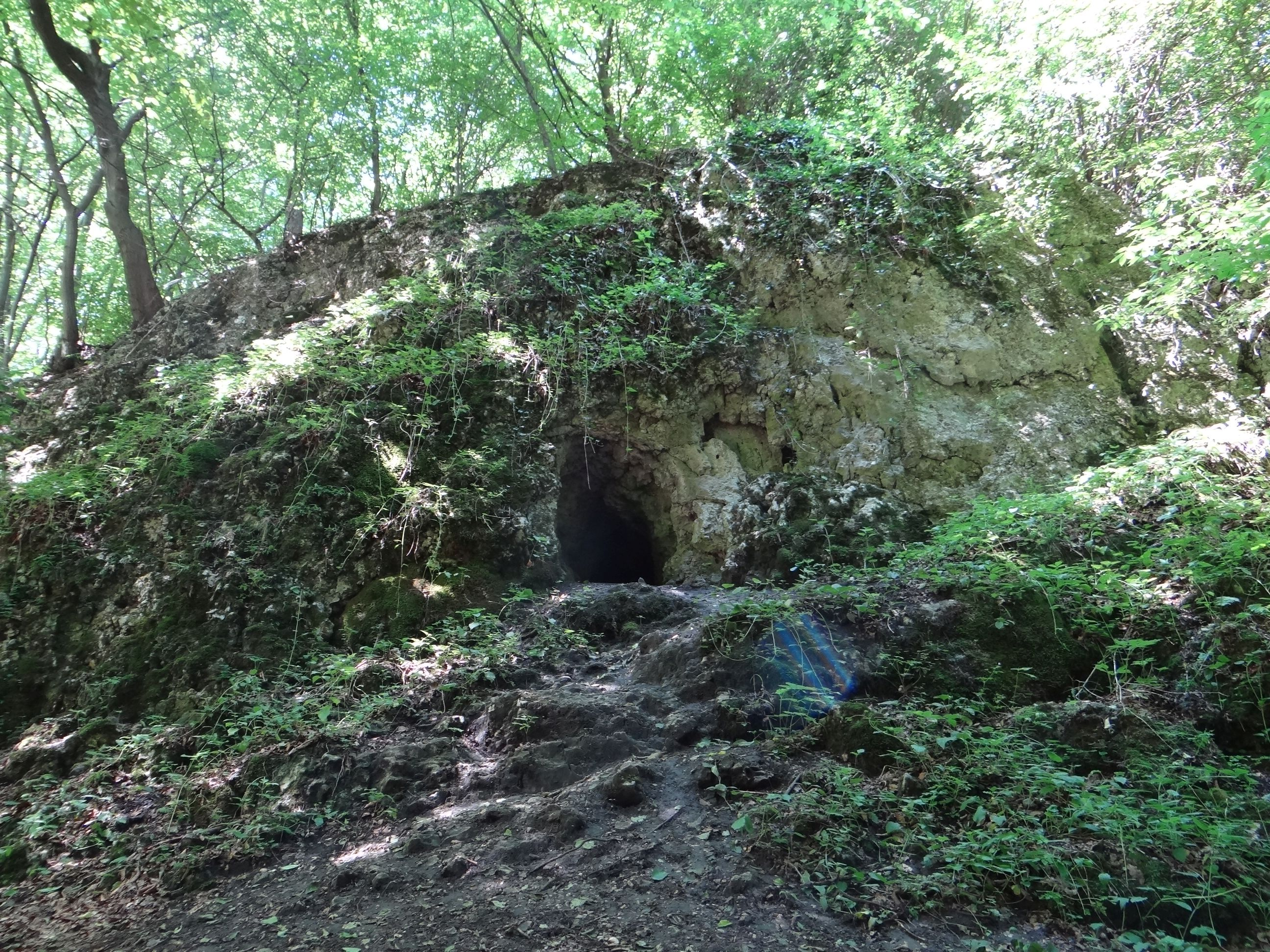
Skała z otworem jaskini
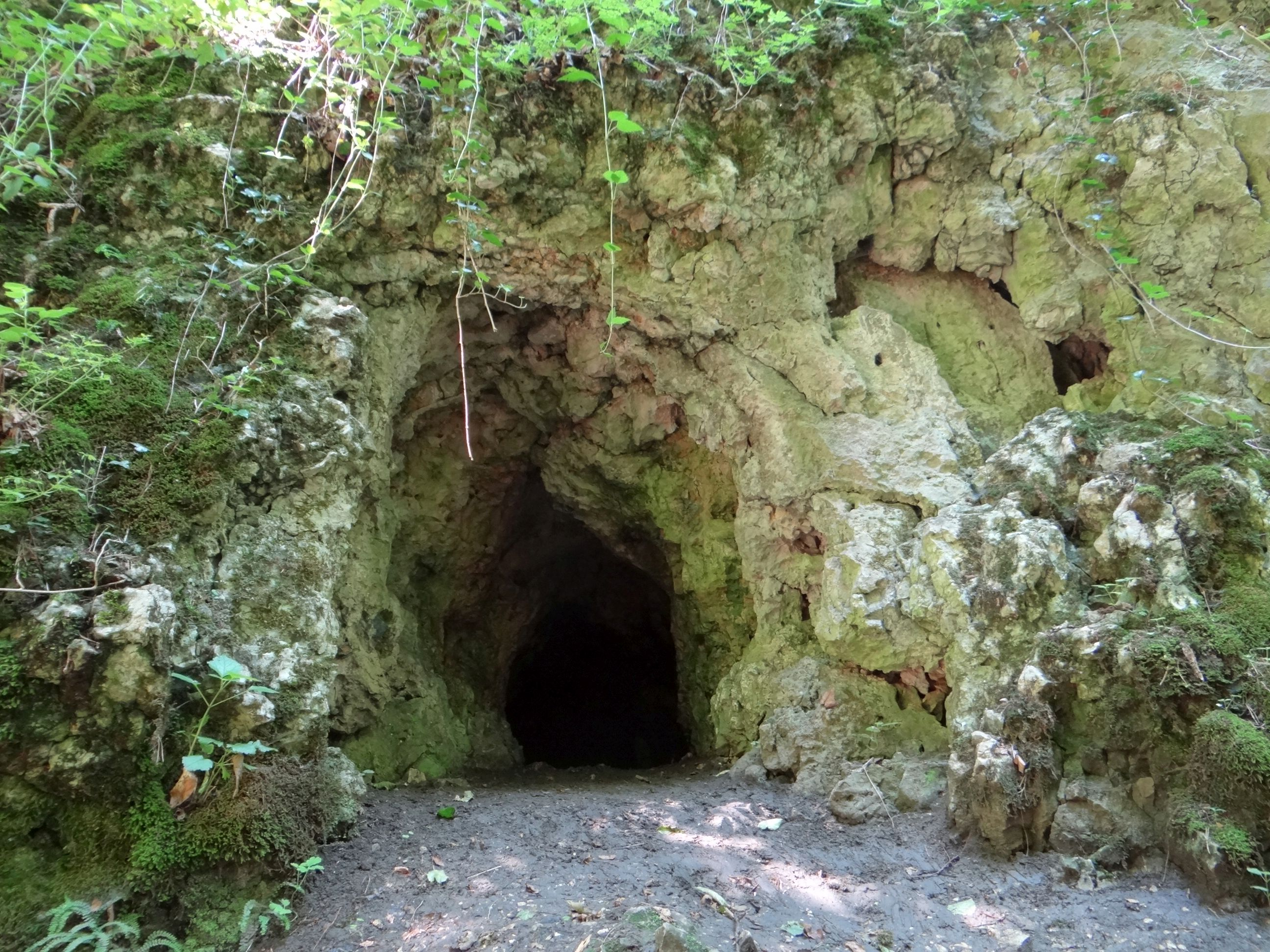
Otwór dolny
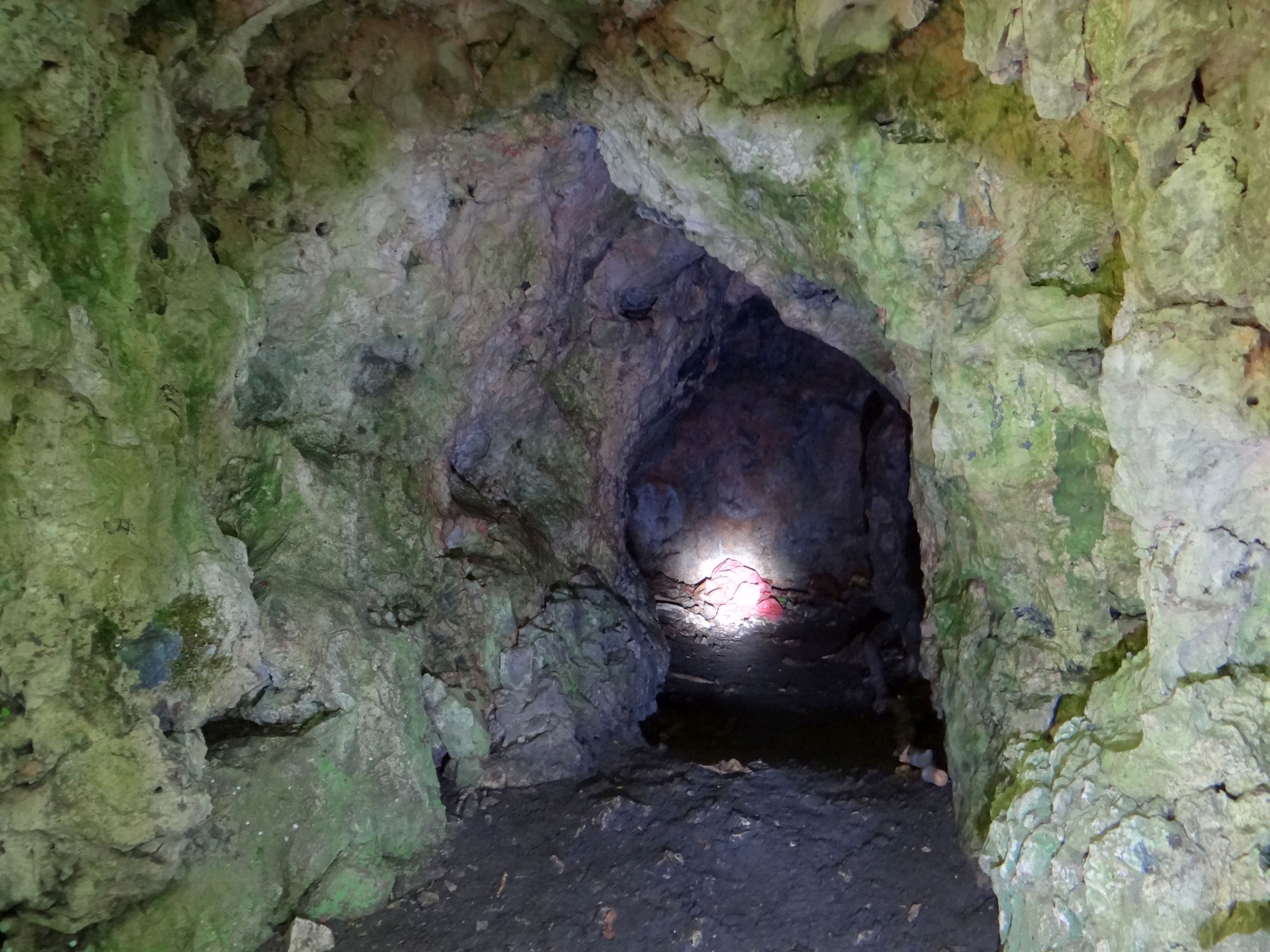
Korytarz za otworem
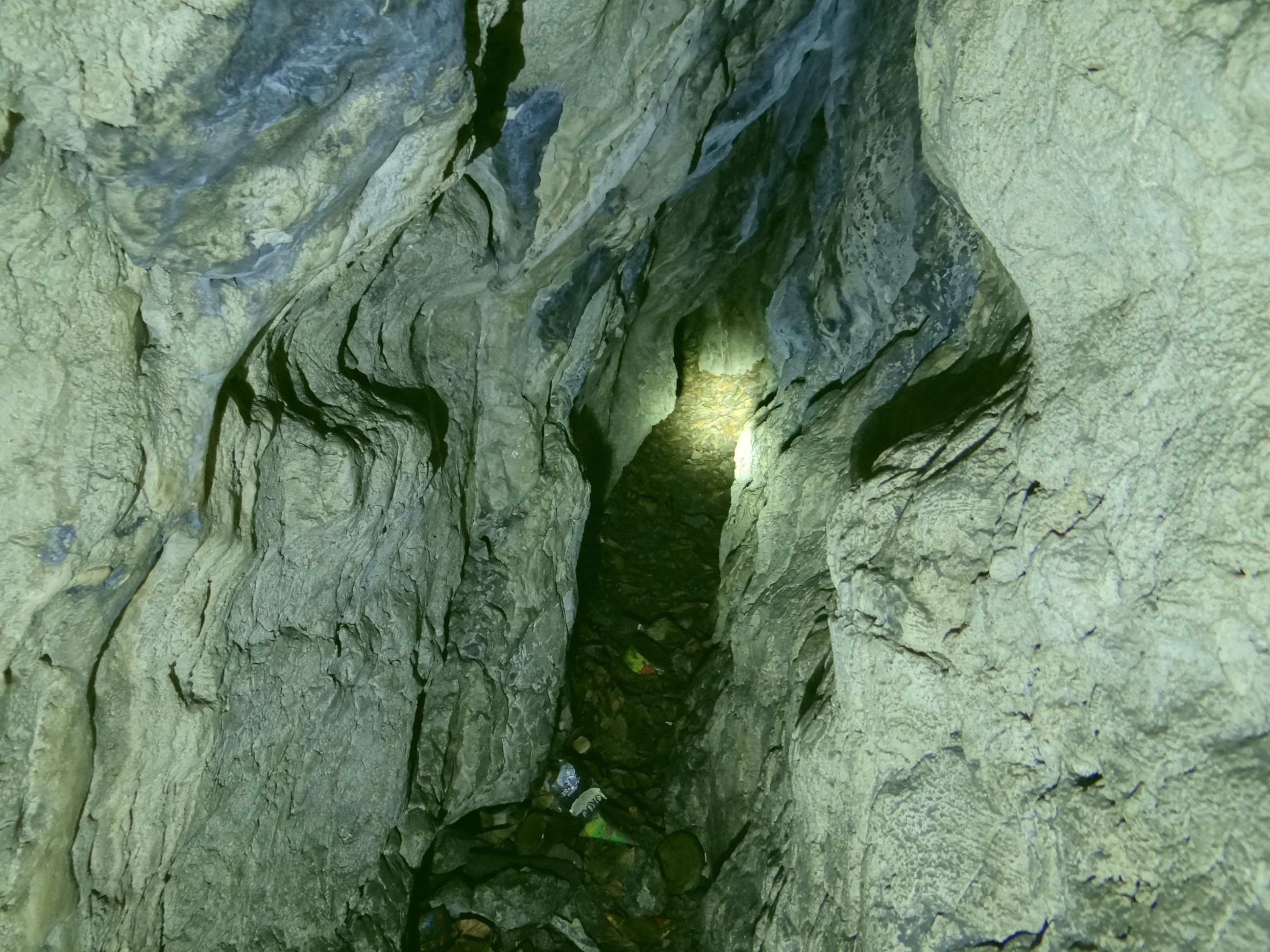
Dalsza część korytarza
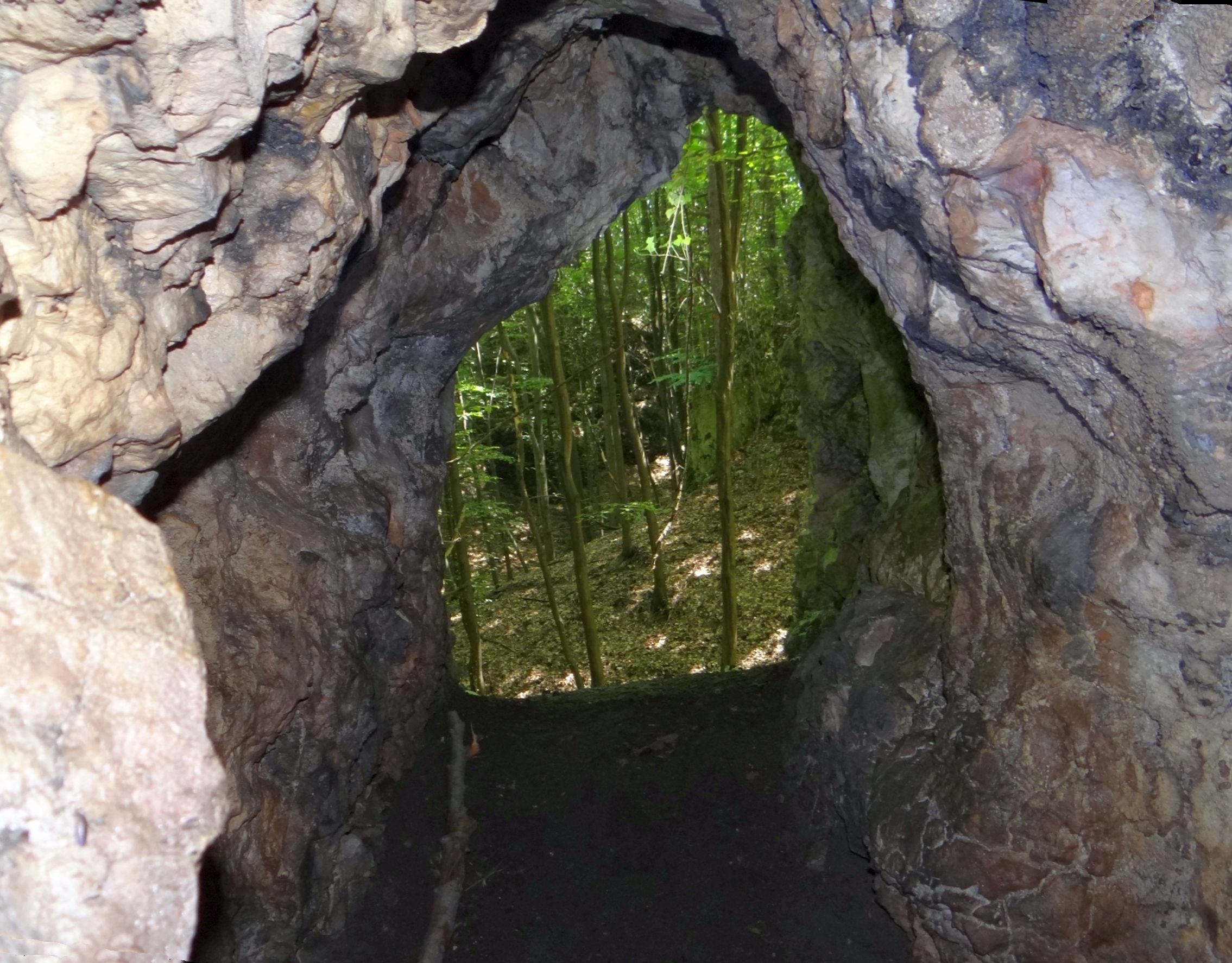
Widok z otworu dolnego

## Szlak turystyczny
Szlak spacerowo – edukacyjny wokół Nielepic: Nielepice, centrum – okopy z 1944 r. – kamieniołom wapienia Nielepice – Bukowa Góra – Dębowa Góra – Jaskinia przy Kamyku – Pajoki – Nielepickie Skały – Nielepice. Jest to zamknięta pętla o długości około 8 km.